# 篩口雙線䲁
篩口雙線䲁（學名：Enneapterygius etheostoma），又稱緊口羅氏三線䲁，為輻鰭魚綱䲁形目三鰭䲁科的其中一種。該物種最初由David Starr Jordan和J.O.描述為Tripterygium etheostoma。 Snyder於1902年將其命名為Rosenblatella etheostomus，後來於1984年由H. Masuda等人重新命名為Rosenblatella etheostomus。1997年，羅納德·弗里克（Ronald Fricke）將其重新歸類於Enneapterygius。

## 分布
本魚分布於西北太平洋區，包括日本南部及臺灣海域。

## 深度
水深0至21公尺。

## 特徵
本魚體稍側扁而略延長，眼大突出，吻尖突，具3枚背鰭，雌魚體黃棕色，具數道不明顯褐色橫帶，腹部白色；雄魚體黑色，尾柄具白色橫帶，尾鰭截形，前鼻管皮瓣2分叉，背鰭3個，背鰭硬棘16-18枚、背鰭軟條9-11枚、臀鰭硬棘1枚、臀鰭軟條19-21枚，體長可達5.9公分。

## 生態
本魚喜棲息於海綿及石珊瑚上，以胸鰭支撐魚體，性情膽小，易受驚嚇，屬雜食性，以藻類及小型無脊椎動物為食。